# Zenwalk Linux
Zenwalk Linux (voorheen Minislack) is een Linuxdistributie gebaseerd op Slackware en is compatibel met Slackwares programmapakketten. Het doel van Zenwalk is om een multifunctionele Linuxdistributie te zijn met een focus op internet, multimedia en programmeren.

## Geschiedenis
Zenwalk heette eerst Minislack tot en met versie 1.1, vanaf versie 1.2 werd de huidige naam aangenomen. Een belangrijk verschil met Slackware was toen het feit dat Zenwalk de Linuxkernel 2.6 gebruikte, terwijl Slackware nog tot versie 11.0 de 2.4-kernel gebruikt heeft. Zenwalk gebruikt als desktopomgeving het lichtgewicht Xfce, terwijl Slackware geen standaard desktopomgeving heeft maar de mogelijkheid biedt om een aantal verschillende omgevingen te installeren (waaronder KDE, GNOME, Xfce en Fluxbox).

## Doelen
Zenwalk is bedoeld als een lichtgewicht, up-to-date Linuxdistributie met standaard voor elk doel maar één programma. De reden hiervoor is om de distributie klein te houden en de eenvoud te bevorderen. Verder zijn snelheid, goede systeemconfiguratie en een goed pakketbeheersysteem belangrijk.

## Pakketbeheer
Zenwalk gebruikt het zelf ontwikkelde netpkg-pakketbeheersysteem om programma's te installeren, vergelijkbaar met apt-get. Het gebruikt de .tgz-pakketten van Slackware, met als verschil dat netpkg wel in staat is om afhankelijkheden op te lossen. Dit wordt gedaan met een per pakket meegeleverd metabestand. Zenwalk is ook compatibel met pakketten oorspronkelijk bedoeld voor Slackware, voor het geval dat er geen pakket specifiek voor Zenwalk voorhanden is.

## Edities
- Zenwalk (complete versie) is een distributie bedoeld voor gewoon desktopgebruik, installeerbaar met de ncurses-installer.
- Zenwalk Core is een "kaal" systeem voor experts, en bevat geen grafische omgeving.
- ZenLive is een Live CD, die meestal 4 tot 6 weken na de uitgave van een nieuwe versie van Zenwalk wordt uitgegeven. Bovendien worden alle belangrijke programma's voor het compileren en maken van programma's meegeleverd.
- Zenserver is een systeem gebaseerd op Zenwalk Core, bedoeld voor servers.